# Ultramarin (Marina)

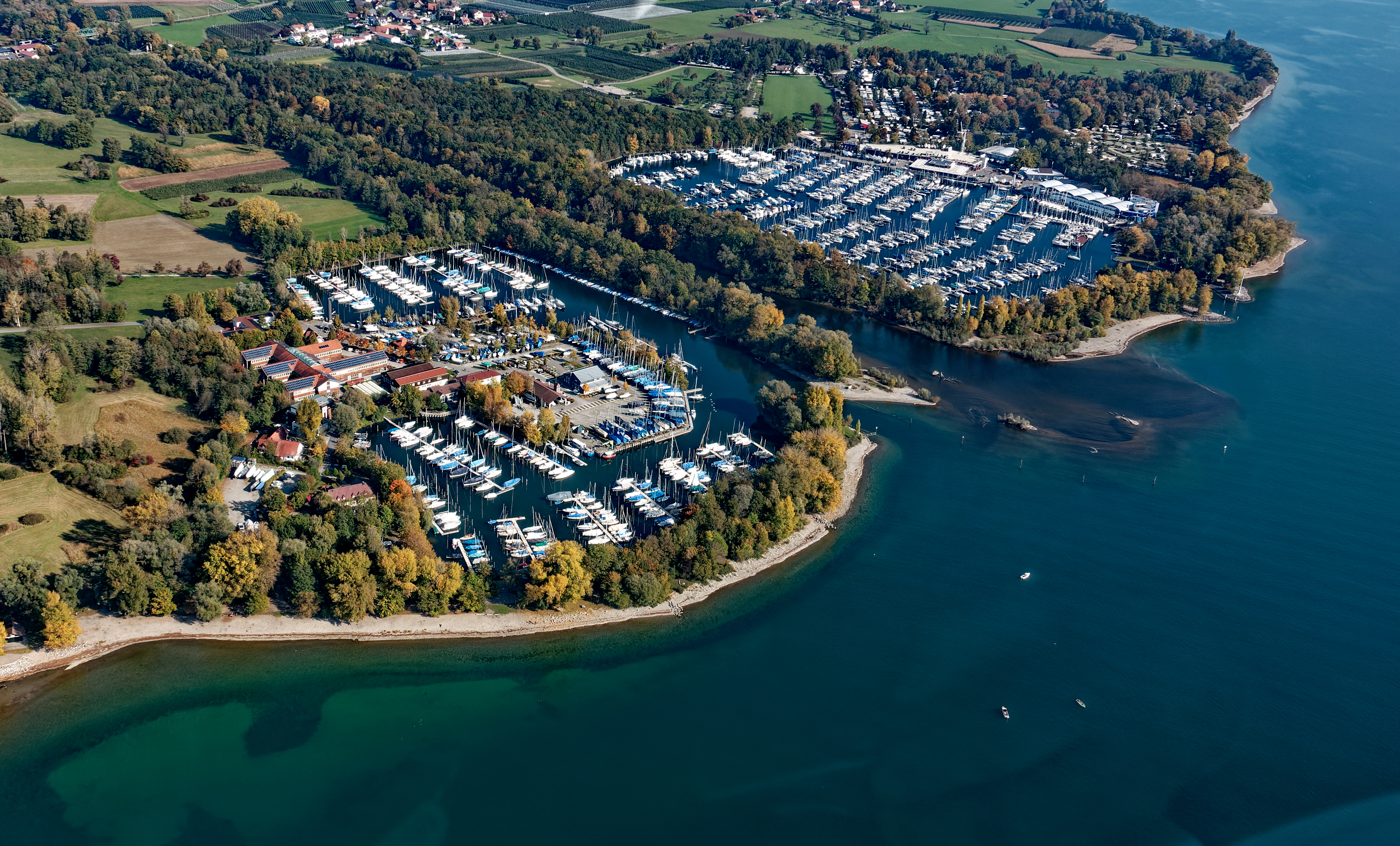
Ultramarin (rechts) und der Yachthafen Langenargen (links)
aus dem Zeppelin gesehen

Ultramarin, die Meichle + Mohr Marina (Eigenschreibweise ULTRAMARIN) ist eine Marina in Kressbronn-Gohren am Bodensee. Sie hat  200.000 m² Hafenfläche und 1.400 Liegeplätze. Mit einem Hotel, einer Segelschule, Yachtcharter und mehreren Werftbetrieben ist sie das größte Wassersportzentrum am Bodensee.

## Geschichte
Im Übergang vom 19. zum 20. Jahrhundert begannen die Familienunternehmen Meichle und Mohr mit dem Abbau von Kies auf einer von Wiesen, Uferland und Auwald umgebenen Fläche beim Kressbronner Ortsteil Gohren am Bodensee. So entstand ein Baggersee. 1908 vereinigten beide Firmen den Baggerbetrieb, getrennt blieb der Verkauf. Am 1. März 1924 wurde das Kiesabbauunternehmen Meichle + Mohr GmbH gegründet.

Der Kies wurde  bis in die Jahre 1973/74 bis 200 Meter vom Bodenseeufer entfernt aus 90 Metern Tiefe geschürft. Elf Kiesschiffe brachten das Rohmaterial mehrheitlich nach Konstanz, Friedrichshafen, Immenstaad und in die Schweiz. 

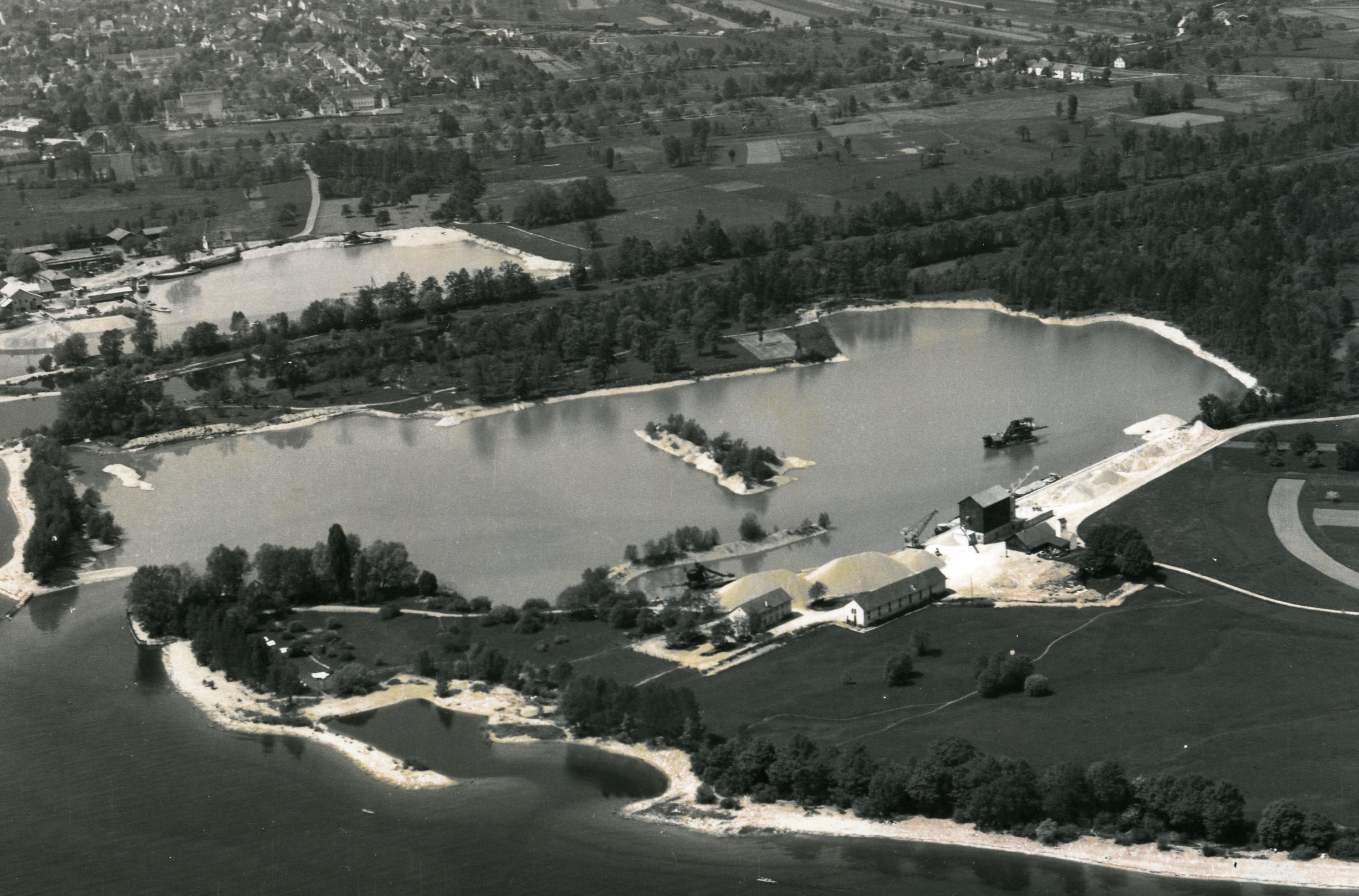
Baggerloch 1952

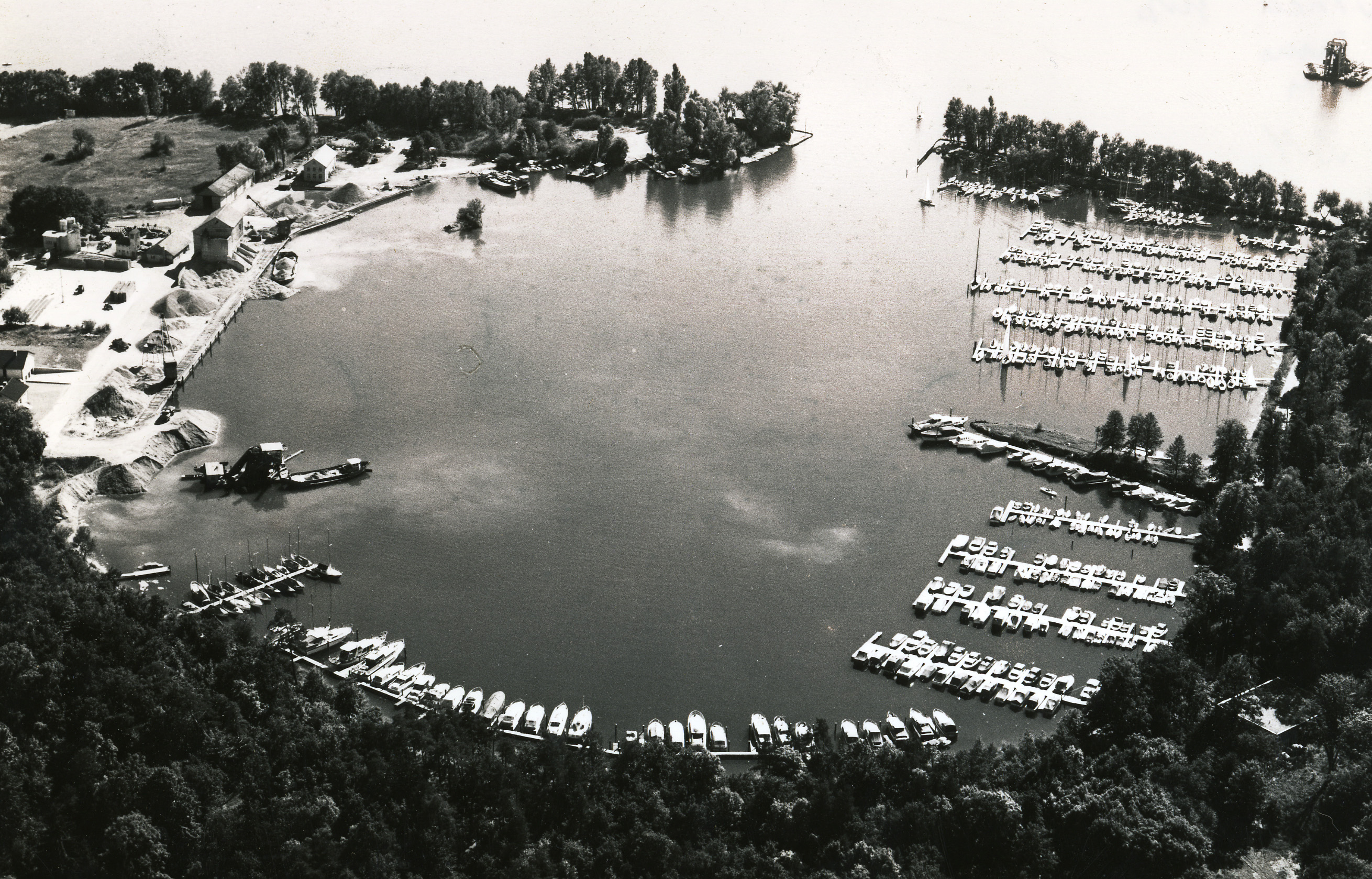
Baggerloch 1970

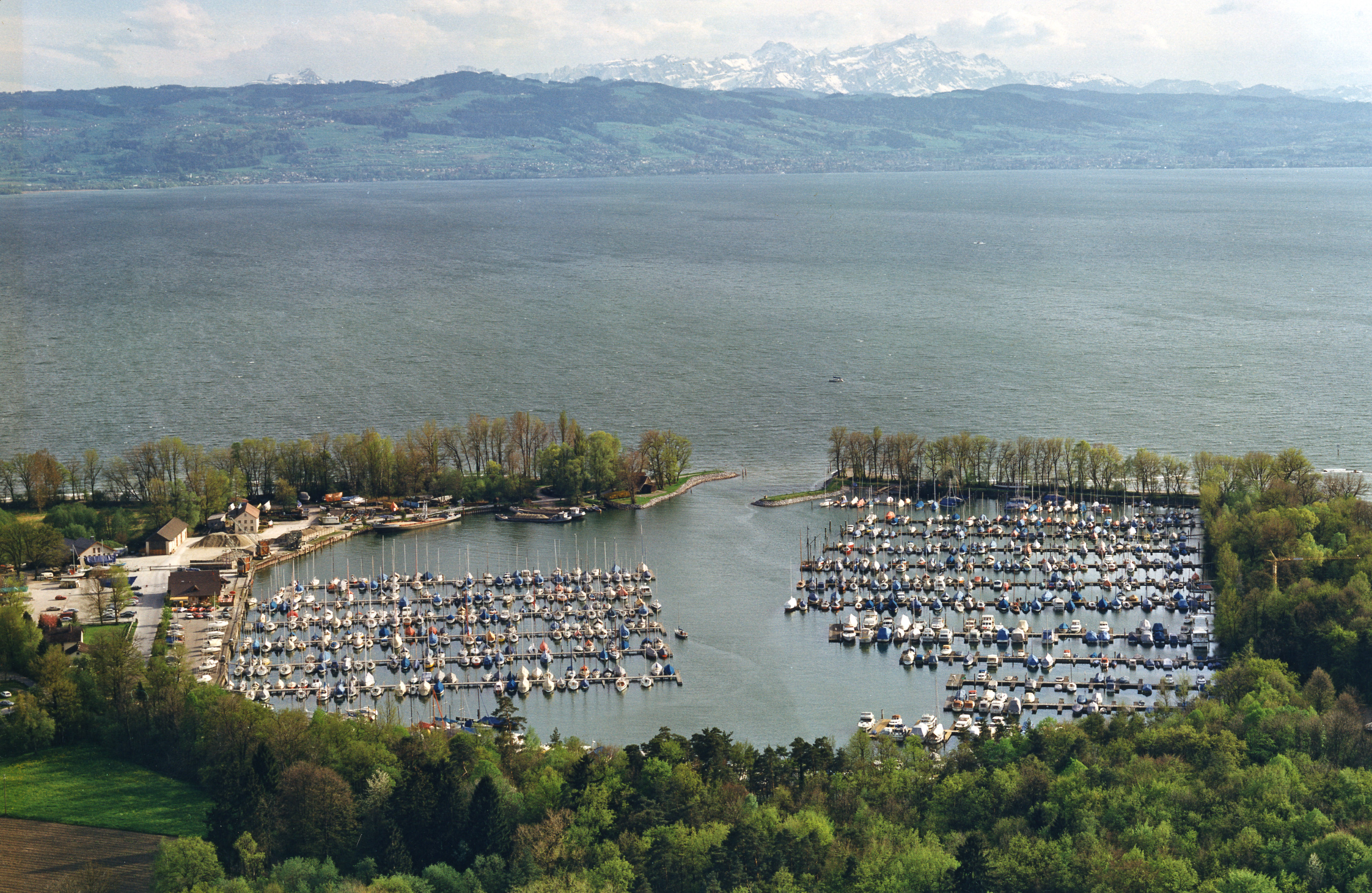
Yachthafen 1988

Mitte der 1950er Jahre haben Wassersportler angefangen, im Baggerloch der Firma Meichle + Mohr erste Anlegestellen zu bauen, meist für Sportboote. In den Jahren 1962/63 haben die  Kressbronner Segler am Ostufer des Baggersees erstmals eigene Steganlagen erstellt und privat organisiert. Auf der verbleibenden Wasserfläche und am Ufer des Bodensees wurde noch bis 1978 Kies gebaggert und der Umschlag am Westufer im Baggersee betrieben.
Ab 1982 begann die Firma das Geschäft mit dem Wassersport schrittweise auszubauen. Es entstand ein großer Yachthafen mit 1500 Liegeplätzen. Für eine Segelschule, die Segelmacherei und die Verwaltung des Wassersportzentrums entstand ein Zweckbau. Der Spatenstich für das 80 Meter lange und 20 Meter breite Gebäude erfolgte am 8. Oktober 2002, um den üblicherweise tiefen Wasserstand im Winter auszunutzen. Allerdings entsprach der Wasserstand nicht den Erwartungen, so dass ein Tiefsee-Taucherteam aus Berlin die Bodenplatte unter Wasser betonieren musste. Das Gebäude wurde am 25. Juli 2003 eingeweiht.
Aus diesem Anlass firmiert die Meichle + Mohr Marina seit Mitte 2003 unter dem Namen Ultramarin. Der Hafen verfügt außerdem über einen Fachmarkt und Werft, 22 Appartements, ein Lager für den Fachmarkt und eine Segelmacherei. Angeschlossen ist auch die  Segelschule und Charterfirma Schattmaier.
Ende 2003 wurde der „kleine Fachmarkt“ und das „Schiffle“ abgerissen und bis Mai 2004 ein Restaurant gebaut, das eine Form wie der Bug eines Schiffes hat. Im Oktober 2007 erfolgte der Spatenstich für das Ultramarin-Hotel, welches halbkreisförmig im Anschluss an das  bestehende Gebäude gebaut wurde und im Juli 2008  eröffnete.
Der Yachthafen am Bodenseezufluss Argen, erhielt zum Saisonbeginn 2007 das Umweltzertifikat Blauer Anker der Internationalen Wassersportgemeinschaft Bodensee.  Zum Hafen gehören auch eine Seetankstelle und eine Krananlage für Schiffe bis zu 25 Tonnen Gewicht. Etliche Liegeplätze stehen den Skippern in patentierten Bootsdocks zur Verfügung, die wegen ihres Liftsystems ein Auswintern auf Trockenliegeplätzen nicht mehr nötig machen.